# Thanatos (videogioco)
Thanatos è un videogioco d'azione pubblicato nel tardo 1986 per Amstrad CPC e ZX Spectrum e nel 1987 per Commodore 64 dalla Durell Software. Si controlla un drago rappresentato con grafica relativamente grande e animazione elaborata. La versione Spectrum fu molto apprezzata dalla critica.

## Trama
Il drago a due zampe Thanatos il Distruttore (dal nome greco della morte) deve attraversare terre, mari, castelli e caverne, affrontando soldati umani e altri mostri, per aiutare la maga Eros. Dopo aver abbattuto il portale del primo castello con il suo soffio di fuoco, dentro la cinta muraria raggiunge Eros e la fa salire in groppa. Quindi la trasporta nel successivo castello, dove lei scende brevemente per recuperare un libro degli incantesimi, e infine nell'ultimo castello, dove si trova il calderone che le permette di lanciare incantesimi e ottenere la vittoria.

## Modalità di gioco
Thanatos, inquadrato di lato, si muove in un ambiente bidimensionale a scorrimento orizzontale con effetto parallasse. Il movimento, a piedi o in volo, è libero in entrambi i versi, ma per raggiungere gli obiettivi bisogna compiere un lungo percorso verso destra.
Thanatos può volare a quota e a velocità variabili, atterrare ovunque e camminare a destra e sinistra, e quando è in movimento può riprendere il volo. Anche se atterra in mare può avanzare semisommerso. Con un'apposita manovra animata può girare su sé stesso e cambiare verso di volo o cammino; quando però ha Eros in groppa deve evitare virate brusche, altrimenti lei può cadere e lui deve atterrare per farla risalire.
I nemici comprendono soldati armati di frecce o pietre, cavalieri con lancia, api giganti, serpenti marini e altro. Nelle caverne possono esserci ragni giganti appesi a fili e rocce che cadono dal soffitto. C'è inoltre uno scontro con un drago a due teste, grande quanto il protagonista. La vitalità di Thanatos è rappresentata da un cuore che batte; gli attacchi dei nemici ne aumentano progressivamente il ritmo, fino all'eventuale morte e fine della partita. Si può rallentare il battito atterrando e restando tranquilli per un po'.
Thanatos può soffiare fuoco a corto raggio, verso il basso o verso l'alto, per incenerire i nemici e i portali dei castelli. Questi ultimi sono gli unici ostacoli non oltrepassabili e richiedono molte fiamme per essere abbattuti. Il soffio ha carica limitata, rappresentata da un contenitore pieno di liquido. Se si esaurisce la riserva non si può più soffiare; per ottenere una ricarica bisogna trovare una strega legata tra due pali e divorarla.
Un altro modo per eliminare i nemici è afferrarli in volo con gli artigli. La vittima viene quindi trasportata in volo e, quando lo si desidera, lasciata cadere, uccidendola da qualsiasi altezza ed eventualmente schiacciando anche altri nemici con un colpo solo se ci finisce sopra. A questo scopo si possono afferrare e lasciar cadere anche delle rocce.
Il tema musicale è presente solo nell'introduzione, mentre in partita ci sono soltanto gli effetti sonori, tra cui quello del cuore che batte.
Si possono selezionare diversi livelli di difficoltà.

## Storia
Thanatos venne sviluppato inizialmente per lo ZX Spectrum da Mike Richardson, già autore di alcuni successi della Durell come Turbo Esprit, e a differenza di altri fu completamente ideato da Richardson anche come concetto. Un compito impegnativo fu realizzare l'immagine in movimento del drago, molto grande per gli standard dello Spectrum; l'immagine venne composta da numerosi sprite per le varie parti del corpo, riutilizzando tecniche usate in Turbo Esprit. Altre tecniche vennero utilizzate per minimizzare il problema del colour clash legato alla grafica policromatica. Alla parte artistica collaborò anche la prima moglie di Richardson, Jane. Nel complesso lo sviluppo richiese circa cinque mesi e la versione Spectrum uscì poco prima di Natale 1986.
Thanatos per Spectrum fu un successo di critica sulla stampa, ma le vendite furono disastrose, soltanto 5000 copie circa, contro ad esempio le 250 000 del primo gioco della Durell, Harrier Attack. Il capo della Durell, Robert White, attribuisce in parte il problema alla pirateria delle cassette, diffusasi nel frattempo anche grazie ai nuovi stereo a doppio nastro della Amstrad. Il calo delle vendite portò la Durell ad abbandonare il settore videogiochi nel 1987.
Come gran parte dei giochi della Durell, dallo Spectrum Thanatos venne convertito con buoni risultati per Amstrad CPC (basato sullo stesso microprocessore), mentre la conversione per Commodore 64, affidata in questo caso a Rod Barrington (del quale non sono noti altri giochi), non fu all'altezza dell'originale.